# Нендза (гмина)
Нендза (пол. Nędza) — сельская гмина (волость) в Польше, входит как административная единица в Рацибужский повет, Силезское воеводство. Население — 7272 человека (на 2007 год).

## Демография
| Перепись                       | Всего   | Всего | Женщины | Женщины | Мужчины | Мужчины |
| ------------------------------ | ------- | ----- | ------- | ------- | ------- | ------- |
| Единицы                        | человек | %     | человек | %       | человек | %       |
| Население                      | 7282    | 100   | 3739    | 51,3    | 3543    | 48,7    |
| Плотность населения (чел./км²) | 127,4   | 127,4 | 65,4    | 65,4    | 62      | 62      |

## Соседние гмины
1. Гмина Кузня-Рациборска
2. Гмина Льыски
3. Рацибуж
4. Гмина Рудник